# Corps des volontaires russes
Le Corps des volontaires russes (en russe Русский добровольческий корпус, Rousski dobrovol'cheski korpous, en abrégé РДК, RDK) est une unité paramilitaire russe basée en Ukraine. Réputé d'extrême droite, il est formé par le militant parfois qualifié de néo-nazi Denis Kapoustine, dit Nikitine, lors de l'invasion russe de l'Ukraine, afin de lutter contre le régime de Vladimir Poutine.
L'unité a annoncé sa création en août 2022, affirmant être composée d'émigrés russes luttant contre l'invasion russe de l'Ukraine. Le groupe prétend faire partie des forces armées ukrainiennes, mais les responsables militaires ukrainiens disent qu'il est indépendant.
En mars 2023, il revendique l'attaque de l'oblast de Briansk, la première sur le sol russe. Le gouvernement ukrainien a nié toute implication, l'appelant soit une opération sous fausse bannière, soit une attaque par des partisans antigouvernementaux en Russie.
Le groupe a été accusé de trahison par de nombreux mouvements nationalistes russes pour son soutien à l'Ukraine en pleine guerre,. Il est également considéré comme une organisation terroriste par la fédération de Russie.

## Historique
Le RDK a été fondé en août 2022. Son fondateur est Denis Kapustine, également connu sous le nom de Denis Nikitine, un hooligan de football néonazi russe. Le corps est un temps intégré au régiment Azov.
Nikitine a déclaré que le RDK se compose de Russes de souche combattant pour l'Ukraine contre l'invasion russe. Il a expliqué que le nationalisme russe "a complètement tourné dans le mauvais sens" et a posté une vidéo exhortant les nationalistes blancs à combattre Poutine parce que la Russie était devenue un État policier. Nikitin a parlé négativement du président ukrainien Volodymyr Zelensky parce qu'il est juif et "promeut la pire des valeurs libérales", mais a déclaré que Poutine était pire. En octobre 2022, il a publié son manifeste, s'identifiant comme « faisant partie des forces armées ukrainiennes », mais les responsables ukrainiens n'ont fait aucun commentaire à ce sujet.
La présence de ce groupe d'extrême droite russe serait issu d'une fracture idéologique du mouvement ultranationaliste russe, selon Mark Galeotti, directeur du cabinet de conseil Mayak Intelligence basé à Londres et auteur de plusieurs livres sur l'armée russe. Les membres du RDK s'opposent aux factions prédominantes du nationalisme russe favorables au panrussisme et prônent un état russe plus petit.
Le RDK est le seul groupe nationaliste russe se battant pour l'Ukraine. Les autres mouvements nationalistes russes tels que l'Unité nationale russe, le Groupe Russitch, l'Armée orthodoxe russe, le Mouvement impérial russe et les Interbrigades sont alliés aux Forces armées de la fédération de Russie et aux séparatistes ukrainiens prorusses,,,,.
Les 2 mars et 6 avril 2023 le corps effectue deux incursions dans l'oblast de Briansk.
Le 22 mai 2023 une opération est menée par des opposants au régime de Vladimir Poutine, composés de la Légion « Liberté de la Russie » et du Corps des volontaires russes,, dans le raïon de Graïvoron situé dans la région russe de Belgorod. Moscou indique « qu'un groupe de sabotage et de reconnaissance des forces armées ukrainiennes est entré sur le raïon de Graïvoron et qu'ils sont pourchassés conjointement par le service des frontières, la Garde russe et le FSB »,.

## Relations avec les autres oppositions armées antigouvernementales russes
Le RDK a accepté de participer à la conférence de presse du 31 août 2022, avec la Légion « Liberté de la Russie » et l'Armée nationale républicaine. Le même jour, Ilia Ponomarev, en tant que chef politique de l'Armée nationale républicaine et de la Légion de la liberté en Russie, a déclaré que le Corps des volontaires russes avait accepté de rejoindre la Déclaration d'Irpin. Cependant le RDK a publié plus tard une déclaration officielle disant qu'il n'avait signé aucune sorte de déclaration, ni accepté de rejoindre le centre politique d'Ilia Ponomarev, ni accepté le Drapeau blanc-bleu-blanc ou considéré Ponomarev comme un leader politique,,,,.

## Relations avec les nationalistes russes
Le RDK est considéré comme une organisation de "traîtres" par Igor Guirkine, personnalité ultranationaliste russe influente. Le RDK est par ailleurs opposé à de nombreux groupes nationalistes russes dont pourtant, nombreux sont également opposés à Vladimir Poutine mais, qui se sont alliés aux Forces armées de la fédération de Russie lors de l'invasion russe de l'Ukraine par nationalisme et loyauté envers la Russie,,,. La majorité des groupes nationalistes russes ont soutenu l'invasion de l'Ukraine par la Russie.
Le RDK est perçu comme un groupe de "faux nationalistes tirant sur leur propre peuple" et comme groupe antirusse. Le RDK a un certain nombre de soutiens en occident, en amérique du Sud et aux USA.

## Symbolique
Le RDK utilise le drapeau de l'Ukraine, l'insigne du mouvement antibolchevique des années 1930 (et dont le nom n'a donc pas de rapport avec un quelconque suprémacisme blanc) "Idée Blanche".
Egalement, malgré le fait que lors de foires aux questions, les réseaux officiels du groupe ont renié tout héritage de la ROA, certains soldats portent l'insigne de manche de l'Armée de libération russe. Celle-ci a combattu contre l'Union Soviétique pendant la Seconde Guerre mondiale en tentant de se faire reconnaître par l'Etat du Reich Allemand, sous l'impulsion de cadres de l'armée comme le Generalfeldmarshal Von Bock. Les idéologues nazis et Hitler refuseront jusqu'en 1944 toute collaboration avec cette formation militaire non-allemande pourtant développée dès 1942.
Se voyant donc comme des héritiers du combat de cette armée, certains soldats du RDK qui considèrent que la Fédération de Russie est une continuation de l'Union Soviétique, arborent l'insigne de manche de la ROA.

## Combats
Le 2 mars 2023, un groupe armé issu du corps des volontaires russes fait une intrusion dans l'oblast de Briansk en Russie.
Le 22 mai 2023, un groupe armé (composé de combattants du corps des volontaires russes et de la Légion pour la liberté de la Russie) traverse la frontière et attaque un poste-frontière et des bâtiments officiels dans le raïon de Graïvoron de l'oblast de Belgorod en Russie.
À la mi-mars 2024, l'unité participe à un raid en territoire russe, dans l'oblast de Belgorod.

## Personnalités
- Denis Kapoustine, hooligan, militant néonazi et entrepreneur russe.
- Ilya Aleksandrovych Bogdanov, écrivain-blogueur russe, ancien officier du Service fédéral des frontières du FSB de la fédération de Russie qui a fait défection en Ukraine et ancien membre de Secteur droit.
- Alexeï Levkine, militant néonazi russe, chanteur du groupe de National Socialist Black Metal M8L8TH, ancien membre de gang néonazi, fondateur de Wotanjugend et ancien membre du Régiment Azov. Localisé lors de l'attaque de l'oblast de Belgorod[29].
- Daniil "Puck" Maznik, tué par l'Armée russe pendant l'une des deux incursions du RDK à Belgorod.

### Autres groupes d'opposition armés
- Organisation de combat des anarcho-communistes
- Légion « Liberté de la Russie »
- Armée nationale républicaine